# Моллі Вайт
Моллі Вайт (нар. 1993) — американська інженерка програмного забезпечення, вікіпедистка і криптоскептиця. Критиця блокчейн- (Web3) та криптовалютної галузей, керує вебсайтом Web3 Is Going Just Great і новинною розсилкою Citation Needed, які документують злочини в них. Вайт буває в новинах, пов'язаних з Web3, була порадником для федеральних законів щодо регулювання криптосфери і була ініціаторкою того, щоб Фонд Вікімедіа перестав приймати пожертви в криптовалюті. Вона (GorillaWarfare) серед найактивніших вікіпедисток, редагувала низку англомовних статей про правий екстремізм.

## Редагування Вікіпедії
Вайт почала редагувати Вікіпедію англійською мовою в 13 років, ще у старших класах стала адміністратором. Спочатку вона писала про улюблені емогурти та науковиць, але пізніше перейшла до правого екстремізму (Геймергейт, Gab, Parler, Джейкоб Вол, Бугалу Бойз тощо) під час президентства Дональда Трампа. Її згадували в новинах, коли висвітлювали обмеження в редагуванні перед виборами та роботу сайту над статтею про штурм Капітолія. Вона провела шість років у Арбітражному комітеті. Як одна з найактивніших жінок сайту та редакторка статей про інцелів й інші суперечливі теми, вона часто була жертвою кібербулінгу, погроз тощо.

## Критика криптовалют
Наприкінці 2021 року Вайт помітила зміни в обговореннях криптовалют, а саме просування думки, що це неодмінне майбутнє. Через це зросли її побоювання щодо здатності криптосфери, зважаючи на попередні проєкти. Незважаючи на хайп та вкладений венчурний капітал навколо ідеї Web3, цей термін здався їй погано визначеним та пов'язаним з численними шахрайствами. У грудні 2021 вона створила Web3 Is Going Just Great, щоб документувати їх. Сайт надає історію проектів Web3 і криптовалюти, втрати вкладників та словник жаргону. Мейнстримні медіа не висвітлюють багато таких історій. The Verge описує стиль письма Вайт як "сухий гумор, майже клічний тон".

До середини 2022 Вайт стала відомою як одна з найпомітніших і найобізнаніших криптокритиків. На ці теми вона провела лекції в Стенфордському університеті, консультувала сенатора Шелдона Вайтгауса щодо законопроєктів, надавала фактчекінг на запити журналістів. Через появи у пов'язаних новинах, подкастах і списках розсилки вона стала «неофіційним Web3 омбудсменом». Вона увійшла до Форбс 30 до 30 у категорії соціальних мереж.
Моллі Вайт, травень 2022
На початку 2022 року Вайт запропонувала Фонду Вікімедіа припинити приймати пожертви в криптовалюті, оскільки, як вона стверджувала, вони пов'язані з хижацькими технологіями і більше не є етичними. Після голосування, в якому більшість редакторів підтримали це рішення, фонд ухвалив її пропозицію. Також вона бачить проблеми з приватністю і цькуванням у вічній та доступній історії користувача на блокчейні, а ще здивована, як мало компаній обдумали можливості зловживання. Вайт вважає, що криптосфера не демократизувала інтернет, а лише поглибила нерівність і наново зосередила владу, а позитивні випадки використання складаються з ситуацій, де «будь-яка заміна краща за поточне». Вона вимагає регулювання криптосфери, зокрема підписала лист з іншими технологами.
У березні 2023 року у виступі на SXSW Вайт висловила думку, що галузь штучного інтелекту вивляє такі ж схеми хайпу та некритичного висвітлення як блокчейн.
У 2024 її проєкт Follow the Crypto відслідковував політичні пожертви криптогалузі. Разом з групою захисту інтересів Public Citizen подала скаргу до Федеральної виборчої комісії США проти Coinbase, ствержуючи, що компанія порушила закони про фінансування виборчих кампаній федеральними підрядниками.

## Особисте життя
Вайт народилася 1993 року та виросла в штаті Мен, була інтерном в оплаченій НАСА лабораторії в Університеті Мену. Відвідувала Північно-Східний університет, закінчила там бакалаврат в комп'ютерних науках та шість років працювала в програмній інженерії. Живе у Великому Бостоні. Дотримується лівих поглядів, які хиляться до соціалізму.